# Рейнарович Лев Потапович
Лев Пота́пович Рейнаро́вич (14 січня 1914, село Княжпіль — 31 січня 1987, Нью-Йорк) — український співак-баритон родом з Перемишльщини (Галичина).

## Життєпис
1932 року закінчив Державну гімназію з українською мовою навчання в Перемишлі. Закінчив Музичний інститут імені Миколи Лисенка у Львові.
Від 1941 року — соліст Львівського оперного театру, від 1946 року — Українського оперного ансамблю під керівництвом Богдана П'юрка у Німеччині.
Виступав у Нью-Йорку та інших містах у концертах та по телебаченню.
Виконавець партій Скарпіо («Тоска»), Ескамільйо («Кармен»), Карась («Запорожець за Дунаєм»), Генріх І («Анна Ярославна», Антіна Рудницького) та ін.